# 2,3,4,5-Tetrahidropiridin-2,6-dikarboksilat N-sukciniltransferaza
2,3,4,5-Tetrahidropiridin-2,6-dikarboksilat -sukciniltransferaza (EC 2.3.1.117, tetrahidropikolinat sukcinilaza, tetrahidrodipikolinat -sukciniltransferaza, tetrahidrodipikolinat sukciniltransferaza, sukcinil-KoA:tetrahidrodipikolinat -sukciniltransferaza, sukcinil-KoA:2,3,4,5-tetrahidropiridin-2,6-dikarboksilat -sukciniltransferaza) je enzim sa sistematskim imenom sukcinil-KoA:(S)-2,3,4,5-tetrahidropiridin-2,6-dikarboksilat -sukciniltransferaza. Ovaj enzim katalizuje sledeću hemijsku reakciju
sukcinil-KoA + (S)-2,3,4,5-tetrahidropiridin-2,6-dikarboksilat + H2O {\displaystyle \rightleftharpoons } KoA + N-sukcinil-L-2-amino-6-oksoheptanedioat
Ovaj enzim učestvuje u biosintezi lizina kod bakterija (uključujući cijanobakterije) i kod viših biljki.

## Literatura
- Nicholas C. Price; Lewis Stevens (1999). Fundamentals of Enzymology: The Cell and Molecular Biology of Catalytic Proteins (Third изд.). USA: Oxford University Press. ISBN 019850229X.
- Eric J. Toone (2006). Advances in Enzymology and Related Areas of Molecular Biology, Protein Evolution (Volume 75 изд.). Wiley-Interscience. ISBN 0471205036.
- Branden C; Tooze J. Introduction to Protein Structure. New York, NY: Garland Publishing. ISBN 0-8153-2305-0.
- Irwin H. Segel. Enzyme Kinetics: Behavior and Analysis of Rapid Equilibrium and Steady-State Enzyme Systems (Book 44 изд.). Wiley Classics Library. ISBN 0471303097.
- William P. Jencks (1987). Catalysis in Chemistry and Enzymology. Dover Publications. ISBN 0486654605.

## Spoljašnje veze
- 2,3,4,5-tetrahydropyridine-2,6-dicarboxylate+N-succinyltransferase на 